# Trey Mancini
Joseph Anthony Mancini, detto Trey (Winter Haven, 18 marzo 1992), è un giocatore di baseball statunitense naturalizzato italiano, esterno, prima base e battitore designato svincolato della Major League Baseball.

## Biografia
Mancini è nato nella cittadina di Winter Haven nella contea di Polk in Florida, da madre di origini irlandesi e padre originario dell'Italia meridionale. Il suo bisnonno, Antonio, emigrò nel 1904 all'età di 21 anni, dal paese di Turi in Puglia.

## Carriera

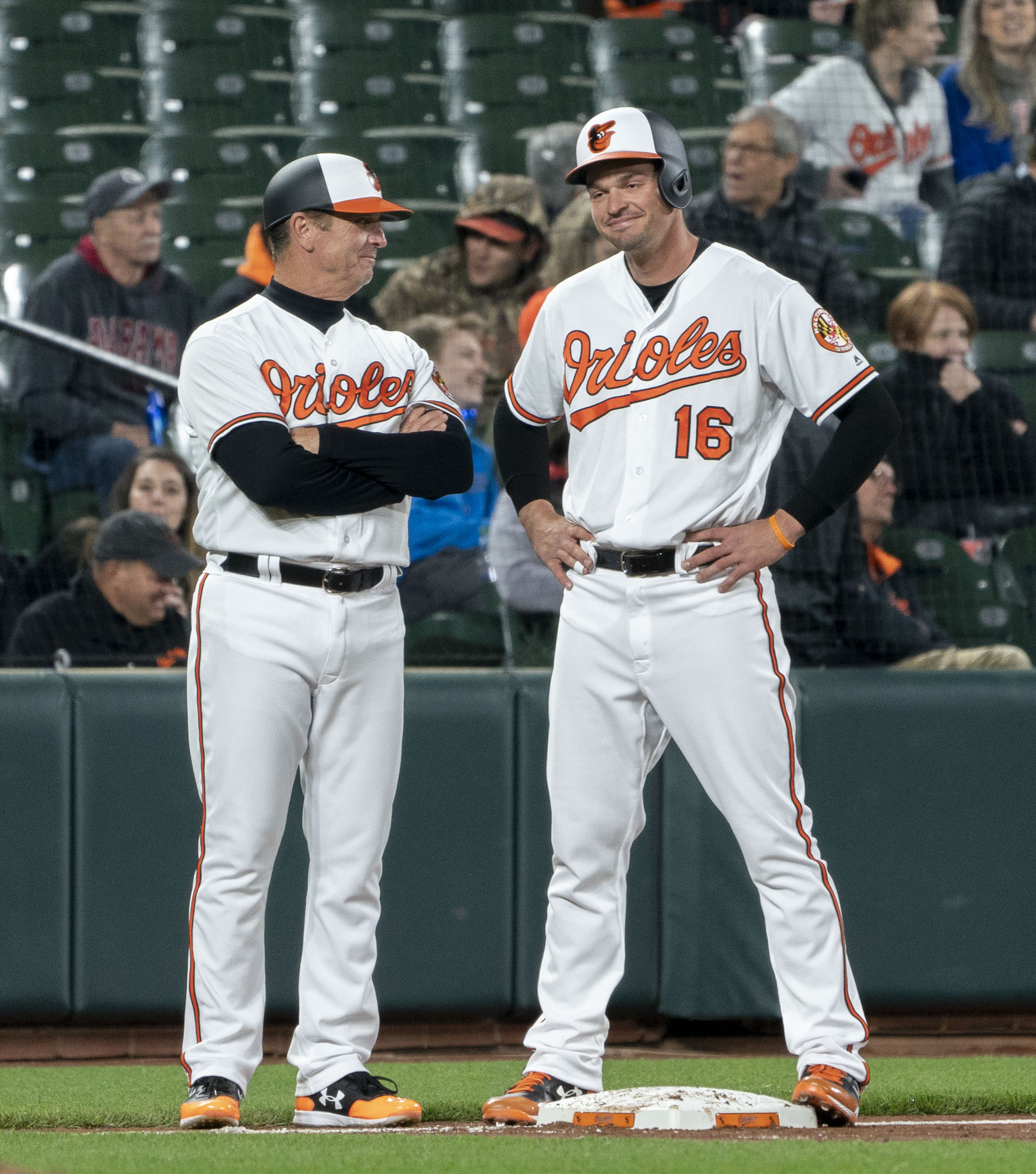
Mancini con gli Orioles nel 2018

### Inizi e Minor League (MiLB)
Mancini frequentò la Winter Haven High School nella sua città natale e successivamente si iscrisse all'Università di Notre Dame di South Bend, Indiana. Da lì venne selezionato nel ottavo turno del draft MLB 2013, dai Baltimore Orioles, che lo assegnarono nella classe A-breve. Nel 2014 giocò nella classe A e nella classe A-avanzata, mentre nel 2015 disputò la stagione nella classe A-avanzata e nella Doppia-A.
Iniziò la stagione 2016 nella Doppia-A e in aprile venne promosso nella Tripla-A.

### Major League (MLB)
Mancini debuttò nella MLB il 20 settembre 2016, nel ruolo di battitore designato, al Camden Yards di Baltimora contro i Boston Red Sox, realizzando come prima valida, un fuoricampo da due punti nel suo secondo turno di battuta. Divenne così il quarto giocatore della franchigia a battere un home run nella sua partita d'esordio, dopo Larry Haney (1966) Nick Markakis (2006) e Jonathan Schoop (2013). Il 22 settembre sempre contro i Red Sox, batté il secondo fuoricampo, un fuoricampo da tre punti.
Il 24 settembre, colpì il terzo fuoricampo stagionale. Concluse la stagione con 5 partite disputate nella MLB (tutte come DH) e 142 nella minor league, di cui 17 nella Doppia-A e 125 nella Tripla-A.
Nel 2017 Mancini cominciò ad alternare al ruolo di prima base, che ha ricoperto dall'esordio nella minor league, quello di esterno. Giocò esclusivamente nella MLB, partecipando a 147 incontri.
Nel 2019 concluse la stagione con 35 fuoricampo, battendo i compagni di squadra per il secondo anno consecutivo e superando il suo precedente record personale di 24 HR stagionali, stabilito nelle stagione 2017 e ripetuto nella stagione 2018.
Il 7 marzo 2020, Mancini abbandonò gli allenamenti primaverili degli Orioles per sottoporsi a cure mediche non correlate con l'attività sportiva. Il 12 marzo, venne rivelato che la procedura medica a cui si sottopose, consisteva nella rimozione di un tumore maligno al colon. Il 28 aprile, Mancini ha annunciato di essere al terzo stadio della malattia e che inizierà la chemioterapia dalla durata di sei mesi per trattare il cancro. Ha inoltre aggiunto che se la stagione 2020 comincerà, probabilmente non riuscirà a parteciparvi.
Saltò dunque la stagione 2020, e nel mese di novembre annunciò di essere guarito dalla malattia, e di aver pianificato il rientro nei campi da gioco per la stagione 2021. Tornò in campo giù durante lo spring training e quando si schierò per la prima volta alla battuta durante la stagione regolare, ricevette una ovazione dai tifosi e dalla squadra.

## Palmarès

### Club
- World Series: 1

Houston Astros: 2022

### Individuale
- Giocatore della settimana: 1

AL: 22 settembre 2019